# ألبرت جي. روذرفورد
ألبرت جي. روذرفورد (بالإنجليزية: Albert G. Rutherford)‏ هو محامي وسياسي أمريكي، ولد في 3 يناير 1879، وتوفي في 10 أغسطس 1941. حزبياً، نشط في الحزب الجمهوري. وقد انتخب عضو مجلس النواب الأمريكي.